# Berahle (woreda)

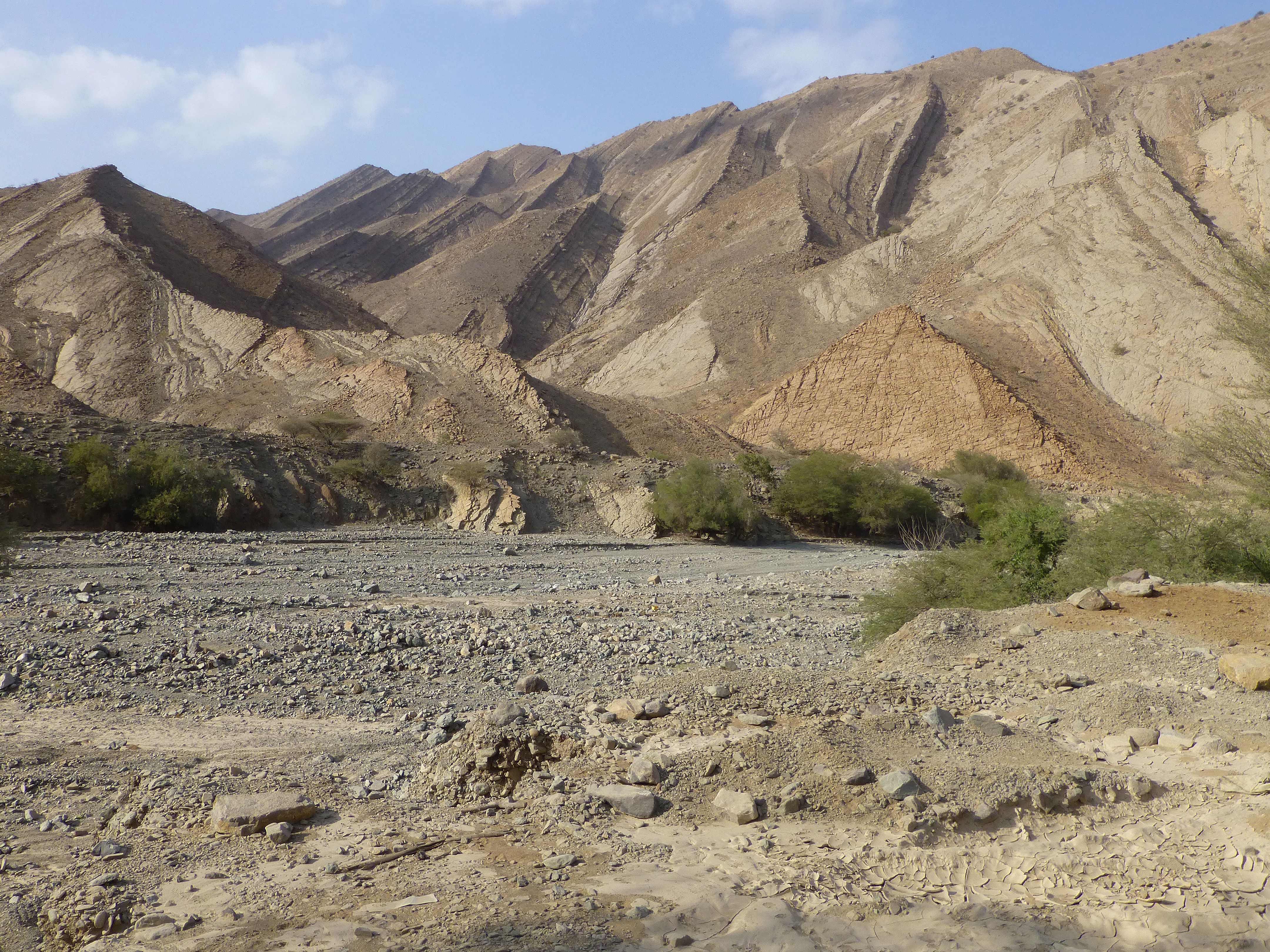
Paysage dans les environs de Berhale

Berahle (ou Berhale) est l'un des 29 woredas de la région Afar dans le Nord de l'Éthiopie. La localité principale est Berhale.